# Incursions de Qabatiya i Tammun de 2023
Les incursions de Qabatiya i Tammun va ser una operació militar israeliana durant la guerra que Israel va declarar a Hamàs després que els seus militants aconseguissin fer una incursió a Israel el 7 d'octubre de 2023.
L'atac va començar el 22 d'octubre del 2023 quan les Forces de Defensa d'Israel van perpetrar dues incursions nocturnes contra les poblacions de Qabatiya i Tammun a Cisjordània, durant les quals dos palestins van ser assassinats a trets.
A més, l'exèrcit israelià va arrestar almenys 52 palestins a Cisjordània, inclosos treballadors de la Franja de Gaza.